# Estació de Silla
Silla és una estació ferroviària situada en el municipi de Silla (Horta Sud). Forma part de les línies C-1 i C-2 dels rodalies de València operades per Renfe. Disposa també de serveis de Mitjana Distància. Les instal·lacions ferroviàries es completen amb una estació de classificació anomenada Silla-Mercaderies.

## Situació ferroviària
És una estació de bifurcació que es troba en els traçats de les següents línies fèrries:
- Línia fèrria d'ample ibèric Madrid-Valencia (es), punt quilomètric 100,6.[1]
- Línia fèrria d'ample ibèric Silla-Gandia (es), punt quilomètric zero.

## Història
L'estació va ser inaugurada el 24 d'octubre de 1852 amb l'obertura del tram Silla-València de la línia que pretenia unir València amb Xàtiva. Les obres van ser a càrrec de la Companyia del Ferrocarril de Xàtiva al Grau de València. Posteriorment aquesta companyia va passar a anomenar-se primer «Companyia del Ferrocarril del Grau de València a Almansa» i després «Societat dels Ferrocarrils d'Almansa a Xàtiva i al Grau de València», fins que, finalment, en 1862 va adoptar el que ja seria el seu nom definitiu i, per tant, el més conegut: el de la Societat dels Ferrocarrils d'Almansa a València i Tarragona o AVT després d'aconseguir la concessió de la línia que anava de València a Tarragona. En 1889, la mort de José Camp Pérez, principal impulsor de la companyia, va abocar a una fusió d'aquesta empresa amb la Companyia dels Camins de Ferro del Nord d'Espanya.
A més d'aquest traçat Silla també va disposar d'una línia d'ample mètric que la unia amb Cullera i que va ser inaugurada en 1878. Aquesta línia va ser adquirida per Nord i reconstruïda en ample ibèric en 1935.
En 1941, després de la nacionalització del ferrocarril a Espanya l'estació va passar a ser gestionada per la només creada RENFE. Des del 31 de desembre de 2004 Renfe Operadora explota la línia mentre que Adif és la titular de les instal·lacions ferroviàries.

## L'estació
Està situada en el passeig de l'Albereda, al costat de la plaça del Mercat Nou. L'edifici per a viatgers és una estructura de base rectangular i dues altures construïda amb rajola. Compta amb cinc obertures en cadascuna de les seves plantes. Disposa de tres andanes cobertes, una de lateral i dues centrals les quals accedeixen les vies 1,2,3,4 i 5. Els canvis entre andanes es realitzen gràcies a un pas subterrani. A l'exterior existeix un aparcament habilitat.
Per la seua banda, l'estació de classificació de Silla-Mercaderies té dènou vies numerades de la 5 a la 23 i una via apartada, usada per apartar màquines o vagons durant les maniobres. Tenen una longitud que va des dels 140 metres (via 14) fins als 705 metres (via 5, l'ús de la qual és compartit amb l'estació de viatgers). L'estructura compta amb molls, naus, bàscules, magatzems, oficines i zones de càrrega i descàrrega.

## Serveis ferroviaris

### Rodalies
El gruix del tràfic ferroviari de l'estació procedeix dels trens de rodalies de les línies C-1 i C-2.

### Mitjana Distància
Algunes de les relacions que uneixen València amb Alcoi es detenen a Silla.
| Línia MD | Serveis         | Origen        | Destinació                              |
| -------- | --------------- | ------------- | --------------------------------------- |
|          | Regional-Exprés | València-Nord | Albacete-Los Llanos Alcázar de San Juan |
| 47       | Regional        | Alcoi         | València-Nord                           |
|          | MD              | València-Nord | Albacete-Los Llanos                     |